# برايان رايت (كاتب)
برايان رايت (بالإنجليزية: Brian Wright)‏ هو كاتب أسترالي، ولد في 1918، وتوفي في 2013.

## وصلات خارجية
- برايان رايت على موقع IMDb (الإنجليزية)